# Daniel Westling
Olof Daniel Westling (Brickebacken, Örebro, Suècia, 15 de setembre de 1973) és un empresari suec, casat amb la princesa Victòria de Suècia.
Va rebre el títols de príncep de Suècia i duc de Västergötland, amb tractament d'altesa reial després del casament amb la princesa hereva al tron suec el 2009.

## Biografia

### Infància i formació acadèmica
Va néixer al barri residencial de Brickebacken, Örebro, com Olof Daniel Westling. És fill de Olle Westling, un ex director d'assumptes socials i d'Eva Westling. Té una germana, Anna.
Es crià al poble d'Ockelbo on va anar a escola. Estudià batxiller (estudis socials) a l'institut municipal de Sandviken. A l'acabar els estudis bàsics entrà en l'exèrcit a Gävle, servint al regiment de Hälsinge. En acabar el servei militar es va establir a Estocolm, i començà a estudiar per ser un professor d'esports a Lillsved Värmdö. El 2000 obrí el seu primer gimnàs amb uns socis de l'escola d'esports al centre de la capital.

### Noviatge
La relació amb la princesa Victòria va començar des del moment que fou el seu entrenador esportiu personal. El 2002 la princesa visitava diàriament el gimnàs de Westling i els seus socis. Westling és propietari de l'empresa Master Training, que controla tres gimnasos de luxe al centre d'Estocolm. La relació aviat es va començar a fer més sentimental. Durant set anys va ser la seva parella sentimental i anava junts a diferents actes familiars i d'amics.
Va rebre diferents i constants crítiques per diversos col·lectius socials de Suècia, sobretot per la seva procedència i manca de formació acadèmica.

### Boda i vida matrimonial
La parella va obtenir del rei Carles XVI Gustau de Suècia i del govern suec el permís per casar-se l'estiu de 2010. La cerimònia fou a la Catedral de Sant Nicolau d'Estocolm el 19 de juny de 2010. L'alt cost de les festivitats han alimentat el sentiment antimonàrquic de bona part de la població. La infanta d'Espanya hi va portar la diadema de marca Cartier, normalment reservada a la reina, una decisió molt criticada.
A partir del casament ha d'actuar com el consort de Victòria de Suècia i acompanyar-la a diversos actes socials. El 23 de febrer de 2012 la princesa Victòria donà a llum a la primera filla del matrimoni, Estelle Silvia Ewa Mary, duquessa d'Ostergötland.